# Aiguille Verte (massif des Bornes)
Pour les articles homonymes, voir Aiguille Verte (homonymie).
L'aiguille Verte est un sommet de la chaîne du Bargy, dans le massif des Bornes, dans le département de la Haute-Savoie.

## Géographie
La montagne de forme triangulaire se trouve à la jonction de deux lignes de crêtes : la principale le long de la chaîne du Bargy, entre le Buclon au nord-est et le roc des Tours au sud-ouest, et une secondaire qui forme le rocher de Salin dont elle est séparée par le col de la Forclaz au nord-ouest. Le sommet, appelé pointe de Domingit, marqué par un cairn et s'élevant à 2 045 mètres d'altitude, est accessible par un sentier de randonnée sur l'arête Sud-Ouest. Il domine le plateau de Samance et le Chinaillon au sud-est, le lac de Lessy au nord et les chalets de Mayse à l'ouest.

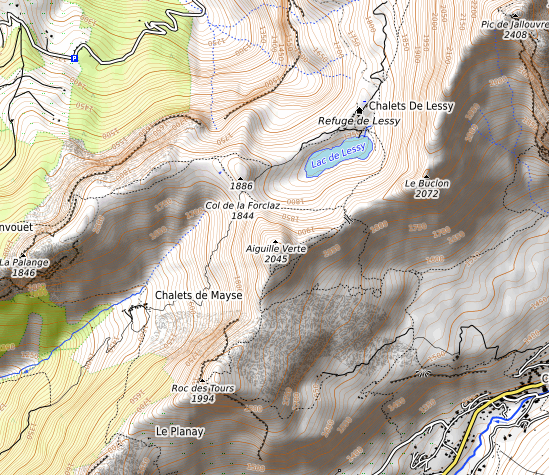
Carte topographique.

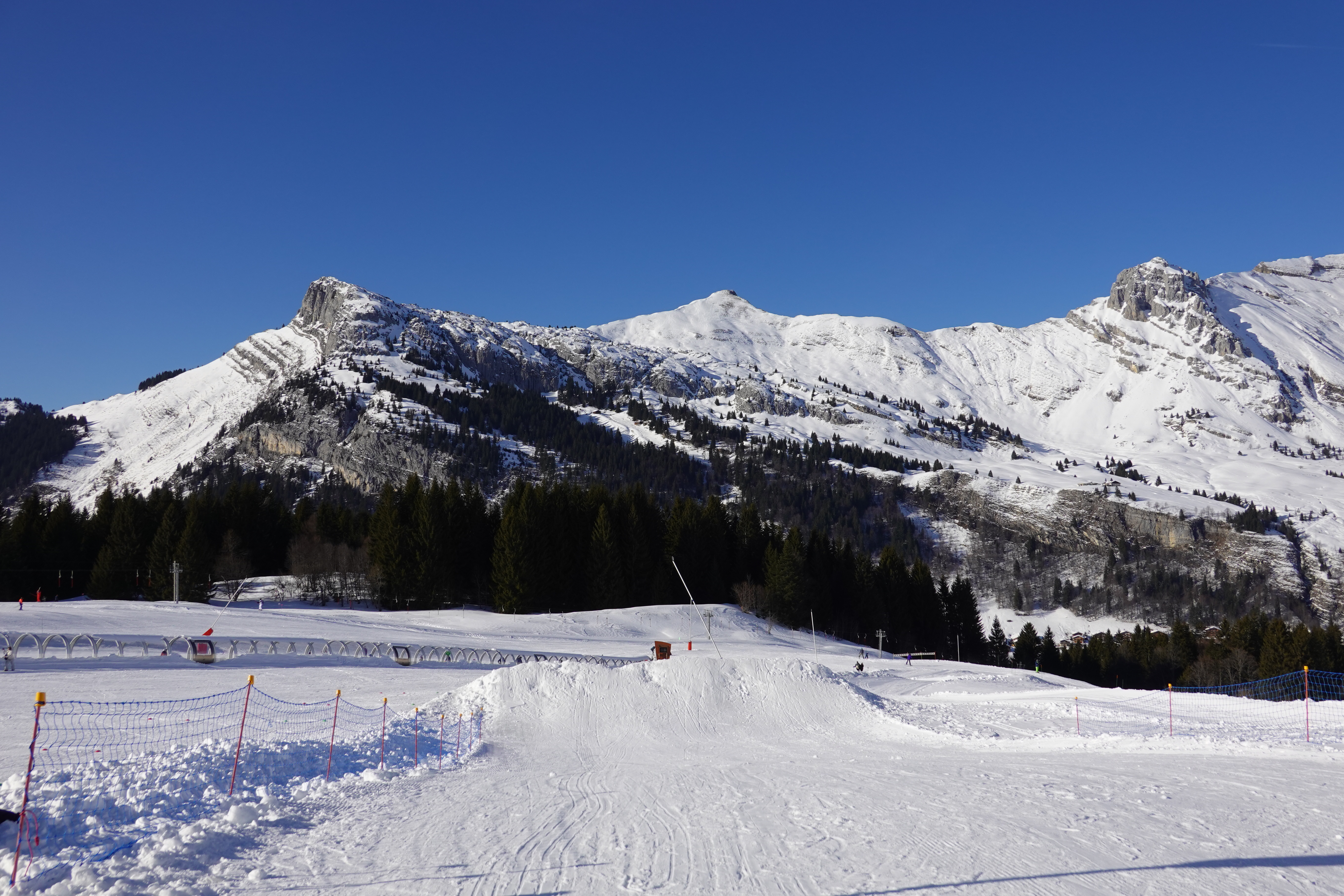
Le roc des Tours (à gauche), l'aiguille Verte (au centre) et le Buclon (à droite) en hiver vue depuis le pied du mont Lachat de Châtillon au sud-est.